# Contarinia arrhenatheri
Contarinia arrhenatheri är en tvåvingeart som beskrevs av Jean-Jacques Kieffer 1901. Contarinia arrhenatheri ingår i släktet Contarinia och familjen gallmyggor. Inga underarter finns listade i Catalogue of Life.